# Copa de Oro «Argentina»
La Copa de Oro «Argentina» fue un torneo amistoso organizado por la Federación Catalana de Fútbol (integrada en la RFEF, al que acudieron representantes del mismo y del CSD) que enfrentó en la temporada 1945-46 a los campeones de la Liga española y Copa del Generalísimo de la temporada anterior (1944-45), a iniciativa del Cónsul argentino en Barcelona y con un trofeo sufragado por la colonia argentina en Barcelona. La recaudación del torneo fue donada a los hospitales de Barcelona y Bilbao. 
Se proclamó campeón el FC Barcelona que derrotó en la final al Athletic Club, en un espectacular partido que acabó con el resultado de 5-4.
Dada la expectación que levantó el campeonato, la RFEF decidió incluirla en su calendario en la temporada 1947-48 y tomaría las riendas del mismo, estableciendo la reglamentación y la posibilidad de ganar el trofeo en propiedad. Así nacería la Copa Eva Duarte, el primer torneo organizado por la RFEF que enfrentó a los ganadores de Liga contra los ganadores de Copa.
La Copa de Oro "Argentina", organizada por la Federación Catalana, es el precedente no oficial de la Copa Eva Duarte, que proclamaba al campeón como "campeón de campeones" de la época.

## Clubes participantes
| Bandera de España |  | F. C. Barcelona     |  | Campeón de la Primera División de España 1944/1945 |  |
| Bandera de España |  | Athletic Club       |  | Campeón de la Copa de España 1944/1945             |  |
|                   |  | Se disputan la Copa |  | correspondiente a la temporada 1945/1946           |  |

## Resultados

### Datos del partido
| 23 de diciembre de 1945 (temporada 1945/1946) | F. C. Barcelona                                                      | 5 : 4 | Athletic Club                                                | Les Corts, Barcelona |                   |
|                                               | César Rodríguez 15' 67' · Luis Gamonal Gago 28' 43' · José Bravo 72' |       | Isidoro Urra 6' · Telmo Zarra 13' 86' · José Luis Panizo 33' | Árbitro(s): Arqué    | Árbitro(s): Arqué |

| Campeón Copa de Oro "Argentina" 1945-46 |
| --------------------------------------- |
| FC Barcelona Título en Propiedad        |

| Predecesor: Copa de los Campeones de 1940-1941 | Copa de Oro "Argentina" de 1945-1946 | Sucesor: Copa Eva Duarte de 1947-1948 |